# Blind Melon
Blind Melon är ett amerikanskt rockband, bildat 1990 i Los Angeles, USA. Det splittrades 1999, till följd av sångaren Shannon Hoons bortgång 1995, men återförenades 2006, med Travis Warren som ny sångare.

## Medlemmar

### Nuvarande medlemmar
- Travis Warren – sång, akustisk gitarr (2006–2008, 2010–)
- Christopher Thorn – gitarr, mandolin, munspel (1990–1999, 2006–2008, 2010–)
- Rogers Stevens – gitarr, piano (1990–1999, 2006–2008, 2010–)
- Glenn Graham – trummor, percussion (1990–1999, 2006–2008, 2010–)
- Nathan Towne – basgitarr, bakgrundssång (2015–)

### Tidigare medlemmar
- Shannon Hoon – sång, akustisk gitarr, munspel (1991–1995, död 1995)
- Brad Smith – basgitarr, flöjt, bakgrundssång (1990–1999, 2006–2008, 2010–2015)

## Diskografi

### Studioalbum
- Blind Melon (22 september 1992) (4X platina i Kanada)
- Soup (15 augusti 1995) (Guld i Kanada)
- For My Friends (22 april 2008)
- Deep Cuts (2009)

### Samlingsalbum
- Nico (12 november 1996)
- Classic Masters: Blind Melon (29 januari 2002)
- Tones Of Home The Best of Blind Melon (27 september 2005)

### Livealbum
- Live at the Palace (4 april 2006)

### Singlar
| År   | Titel                     | Världsplaceringar | Världsplaceringar  | Världsplaceringar | Världsplaceringar | Album                   |
| ---- | ------------------------- | ----------------- | ------------------ | ----------------- | ----------------- | ----------------------- |
| År   | Titel                     | US Hot 100        | US Mainstream Rock | US Modern Rock    | UK                | Album                   |
| 1992 | "Tones of Home"           | -                 | #10                | #20               | #62               | Blind Melon             |
| 1992 | "No Rain"                 | #20               | #1                 | #1                | #17               | Blind Melon             |
| 1992 | "I Wonder"                | -                 | -                  | -                 | -                 | Blind Melon             |
| 1994 | "Change"                  | -                 | -                  | -                 | #35               | Blind Melon             |
| 1995 | "Galaxie"                 | -                 | #25                | #8                | #37               | Soup                    |
| 1995 | "Toes Across the Floor"   | -                 | -                  | -                 | -                 | Soup                    |
| 1996 | "Three Is a Magic Number" | -                 | -                  | -                 | -                 | Schoolhouse Rock! Rocks |
| 1996 | "Soul One"                | -                 | -                  | -                 | -                 | Nico                    |
| 1996 | "The Pusher"              | -                 | -                  | -                 | -                 | Nico                    |
| 2008 | "Wishing Well"            | -                 | -                  | -                 | -                 | For My Friends          |
| 2008 | "Tumblin' Down"           | -                 | -                  | -                 | -                 | For My Friends          |

## Tidslinje över nämnvärda händelser

### 1960-talet (födda)
- 26 september 1967: Richard Shannon Hoon föds i Lafayette, Indiana
- 29 september 1968: Brad Smith föds i West Point, Mississippi
- 5 december 1968: Glen Graham föds i Columbus, Mississippi
- 16 december 1968: Christopher Thorn föds i Dover, Pennsylvania
- 31 oktober 1970: Rogers Stevens föds i West Point, Mississippi

### Sent 1980-tal – början på 1990-talet
- 1989: Blind Melon bildas i Los Angeles, Kalifornien
- 1991: Shannon Hoon sjunger duett med Axl Rose på Guns N’ Roses låt "Don’t Cry", från Use Your Illusion
- 1991: Blind Melon signerar skivkontrakt med Capitol Records
- 1992: Blind Melon turnerar som en del av MTV:s "120 Minutes Tour" (vid sidan om Public Image Limited, Big Audio Dynamite och Live)
- 14 september 1992: Blind Melon släpper sitt debutalbum med samma samn
- 1992–1994: Blind Melon öppnar upp för Neil Young, Soundgarden, Ozzy Osbourne, Lenny Kravitz och Guns N’ Roses, i sammanhang av deras turneringar på klubbar
- 1993: "No Rain" släpps som singel, musikvideon visas mycket på MTV
- 17 december 1993: Blind Melon erhåller dubbla platina
- 8 januari 1994: Saturday Night Live-framträdande ("No Rain" och "Paper Scratcher" framförs)
- 1 mars 1994: Blind Melon nomineras med två Grammys – Best Rock Performance and Best New Artist
- 8 april 1994: Late Show with David Letterman-framträdande ("Change" framförs hyllad till Kurt Cobain, dennes kropp hittades den dagen)
- 13 augusti 1994: Blind Melon spelar på Woodstock '94, mellan Joe Cocker och the Rollins Band

### Mitten till sent 1990-tal
- 15 augusti 1995: Soup släpps
- 19 september 1995: USA-turneringen påböjas
- 21 september 1995: Andra “Late Show with David Letterman”-framträdandet (“Galaxie” framförs)
- 21 oktober 1995: Shannon Hoon dör av en överdos droger
- 12 november 1996: Nico och Letters from a Porcupine släpps
- 13 november 1995: Blind Melon erhåller fyrdubbla platina
- February 25, 1998: Letters from a Porcupine nomineras som Best Long Form Music Video på en Grammy-nominering
- March 4, 1999: Efter ett misslyckande att hitta en ny sångare, blir det officiellt att Blind Melon splittras

### 2000-talet
- 9 september 2001: VH1:s Behind the Music: Blind Melon har premiär
- 27 september 2005: Tones of Home: The Best of Blind Melon (CD) och Live at the Metro (DVD) släpps
- 4 april 2006: Live at the Palace släpps
- 17 oktober 2006: Live at the Palace får åter problem
- 15 december 2006: Twenty Stories Below, ett tributalbum till Blind Melon ska släppas under skivbolaget YakMusic
- 15 september 2006: Blind Melon meddelar att Travis Warren från Rain Fur Rent är bandets nya ledsångare och att de arbetar på två nya album.
- 7 oktober 2007: Blind Melon gör sitt första liveuppträdande sedan Shannon Hoon död 1995.  De fortsätter turneringen under oktober och november.
- 16 oktober 2007: Blind Melon framträder på radioprogrammet Mancow.
- 28 februari 2008: USA-turneringen påbörjas i Riverdale, NJ. Turneringen kommer att ta upp mesta av tiden under 2008.
- 4 mars 2008: Singeln "Wishing Well" är tillgänglig för hämtning på Internet.
- 22 april 2008: Singeln "For My Friends" släpps.